# نوكيا 6111

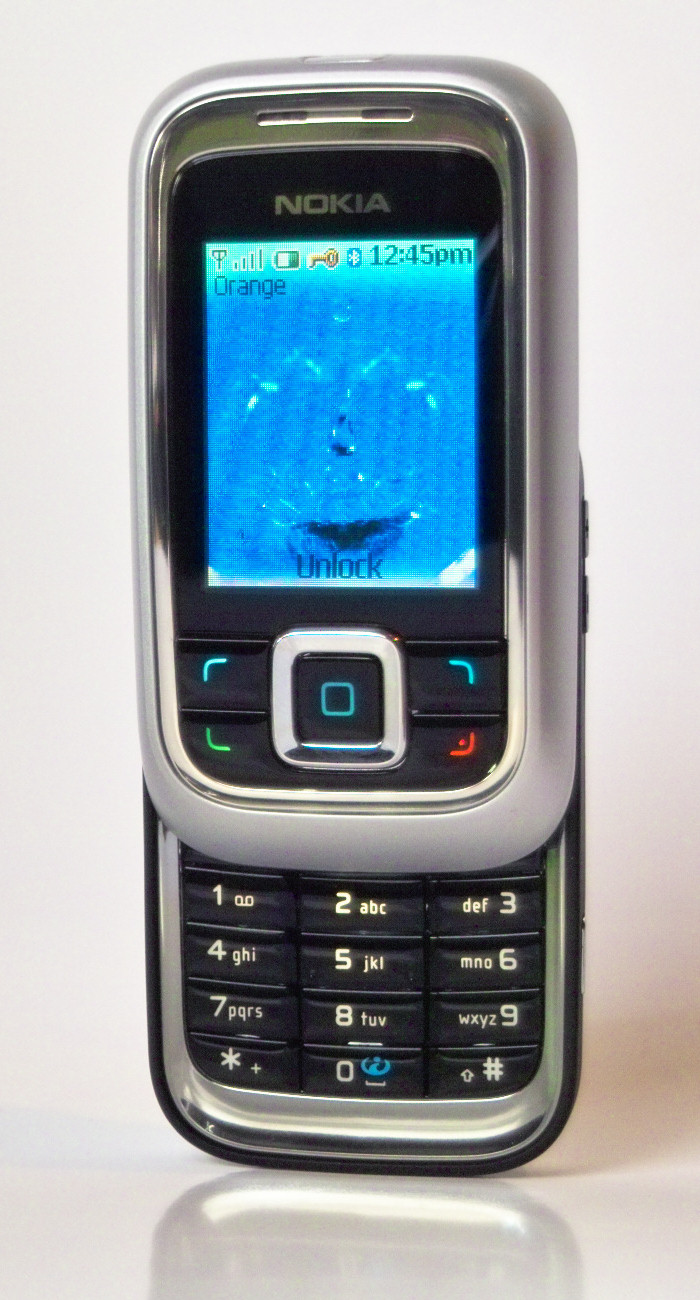
نوكيا 6111

نوكيا 6111 هو أحد أجهزة نوكيا، شركة الهواتف والتقنية النقالة. يأتي هذا الجهاز مع شاشة نوعها 128 * 160 18-بت (262,144) لون. تم إصدار هذا الجهاز في 2005. أما بالنسبة لوضعية إنتاجه الحالية فلم يعد يتم إنتاجه. تقنيته/تردده هي النظام العالمي للإتصالات المتنقلة. جيل الجهاز هو DCT4. عامل الشكل (التصميم) للجهاز هو "منزلق.